# ورزشگاه المینا
ورزشگاه المینا (به عربی: ملعب الميناء) ورزشگاهی چندکاربردی در شهر بصره عراق می‌باشد. استادیوم المپیک المینا یک استادیوم المپیک واقع در شهر بصره در شمال عراق است. بیشتر برای مسابقات فوتبال استفاده می شود و میزبان مسابقات باشگاه المینا است. این ورزشگاه گنجایش ۳۰۰۰۰ تماشاگر را دارد و در ۲۶ دسامبر ۲۰۲۲ در مسابقه ای که باشگاه المنا و باشگاه الکویت را گرد هم می آورد افتتاح شد. .سازنده این سازه عظیم یک شرکت ایرانی به اسم جهان صنعت چهلستون( www.jahansanaat.ir )میباشد  . که در مدت زمان کوتاهی تمامی اسکلت سازه را ساخته و نصب نموده است.